# 漢堤站
漢堤站（：／ Hanti yeok */?）是水仁·盆唐線沿線的一座地下車站，位於韓國首爾特別市江南區大峙洞。站名来自大峙洞的韩语固有词表记，中文使用音译。

## 車站結構
站體為2面2線側式月台的地下車站，候車月台設有月台幕門。

### 月台配置
| ↑ 宣陵 |
| \| ２  |
| 道谷 ↓ |

| 月台 | 路線                   | 目的地                       |
| ---- | ---------------------- | ---------------------------- |
| 1    | ●首都圈電鐵水仁·盆唐線 | 開浦洞、牡丹、書峴、水原方向 |
| 2    | ●首都圈電鐵水仁·盆唐線 | 宣陵、江南區廳、往十里方向   |

## 歷史
- 2003年9月3日：落成啟用。

## 車站周邊
- 檀國大學師範學院附設中學、高校
- 驛三中學
- 首爾大道初等學校
- 首爾道谷初等學校
- 道谷公園
- 大峙4洞郵局
- 大峙1洞治安中心
- 江南世福蘭斯醫院
- 樂天百貨江南店

## 圖片

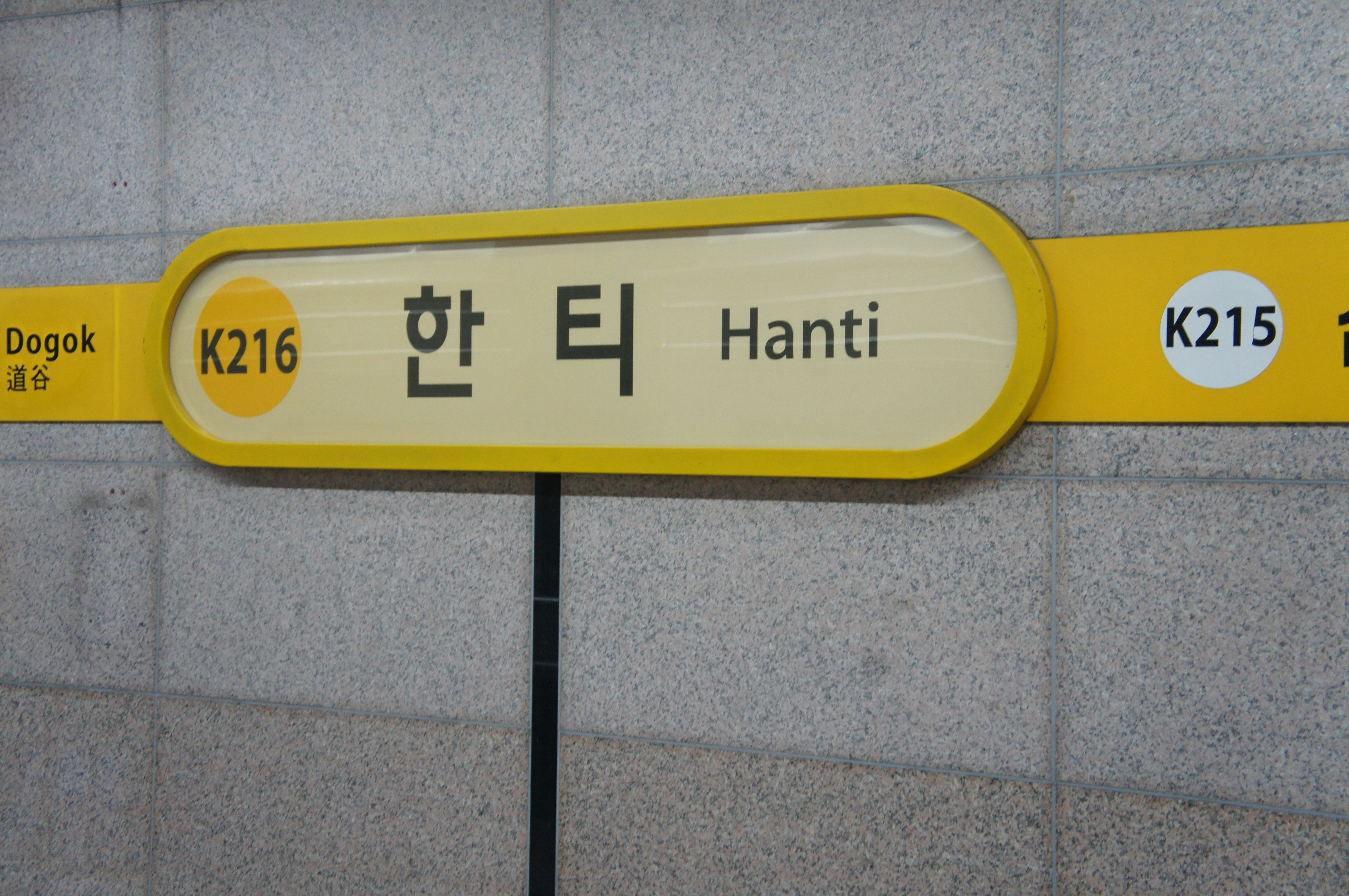
站名牌
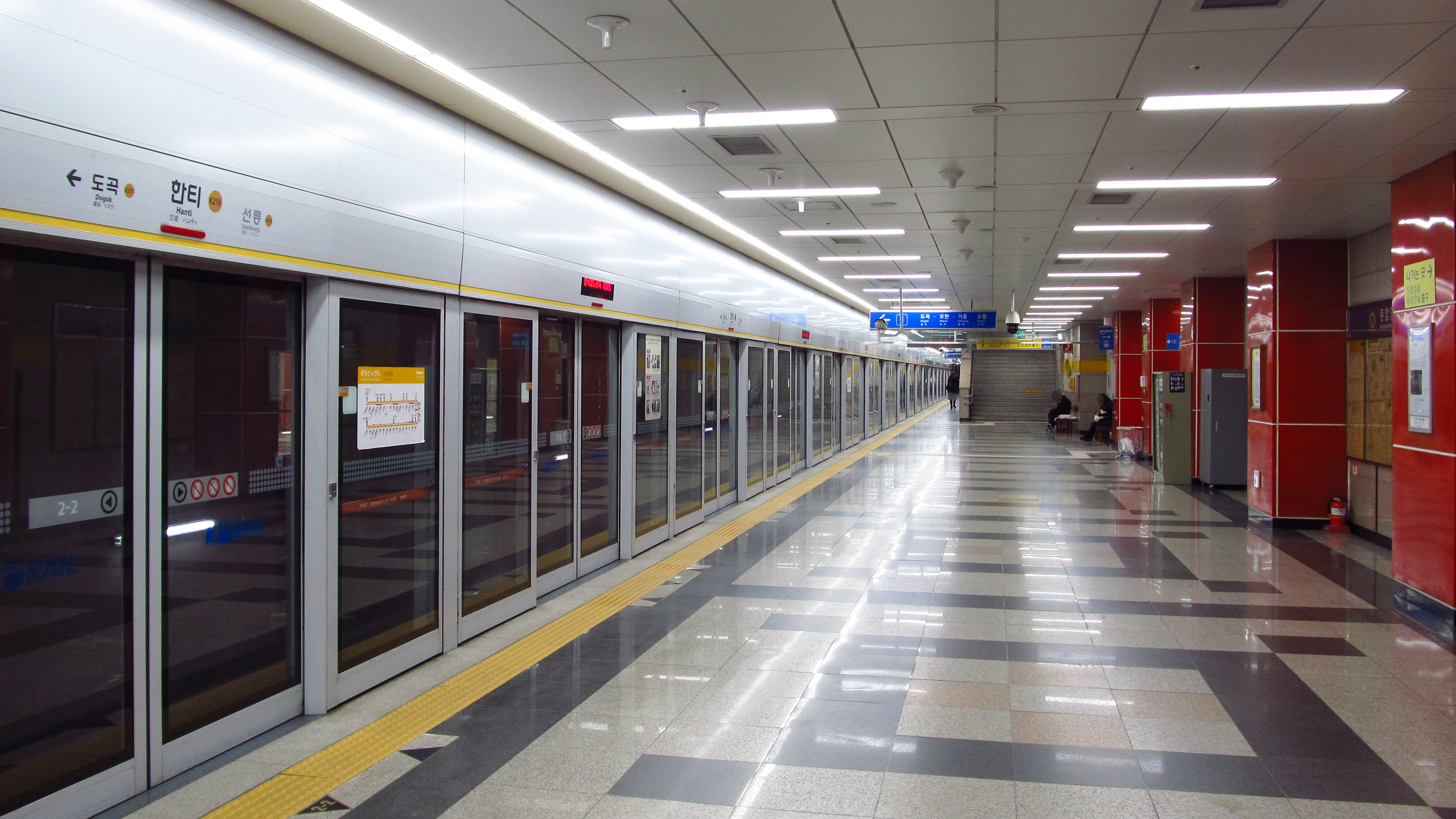
候車月台
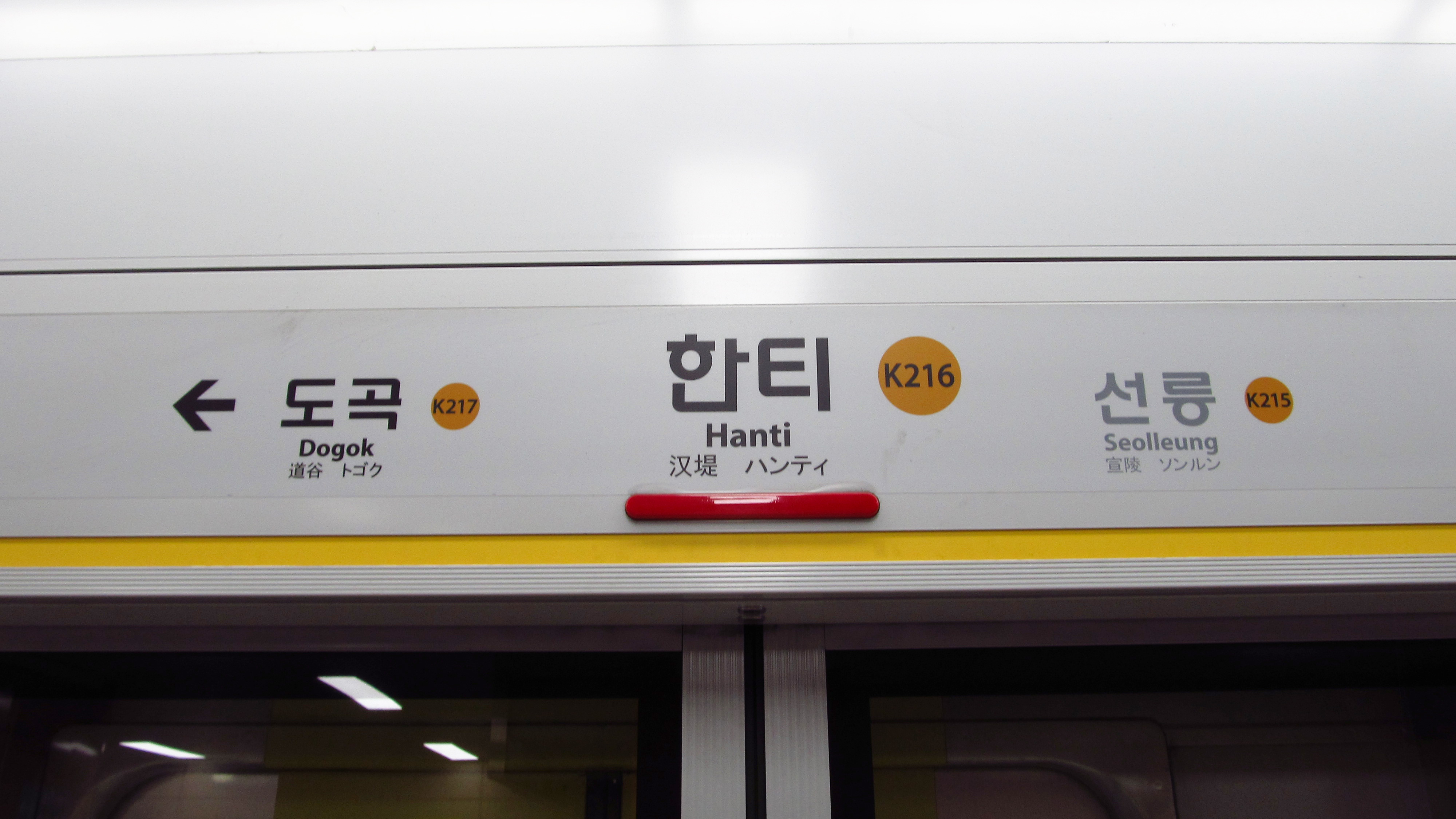
月台門資訊板
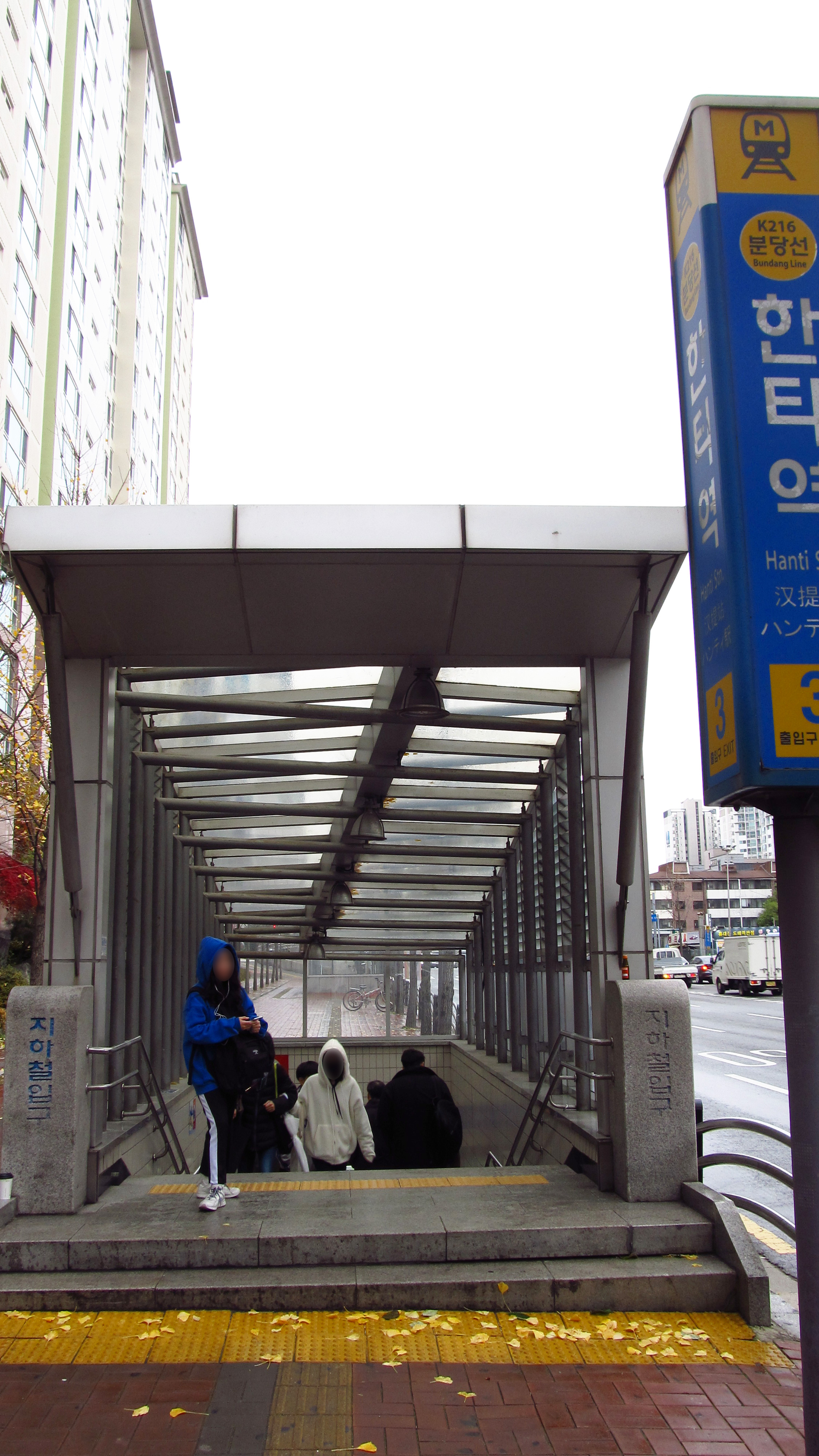
3號出口
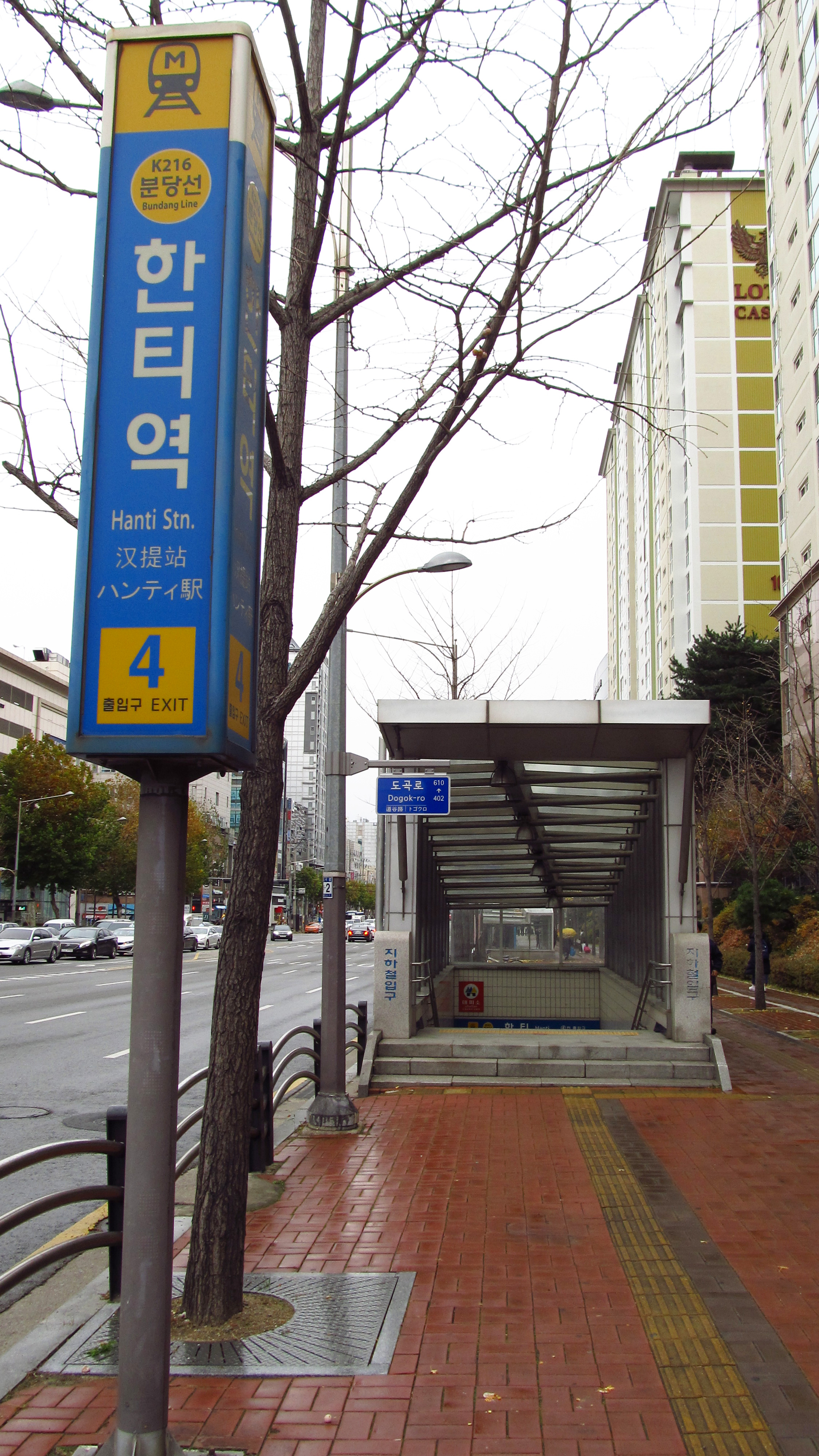
4號出口
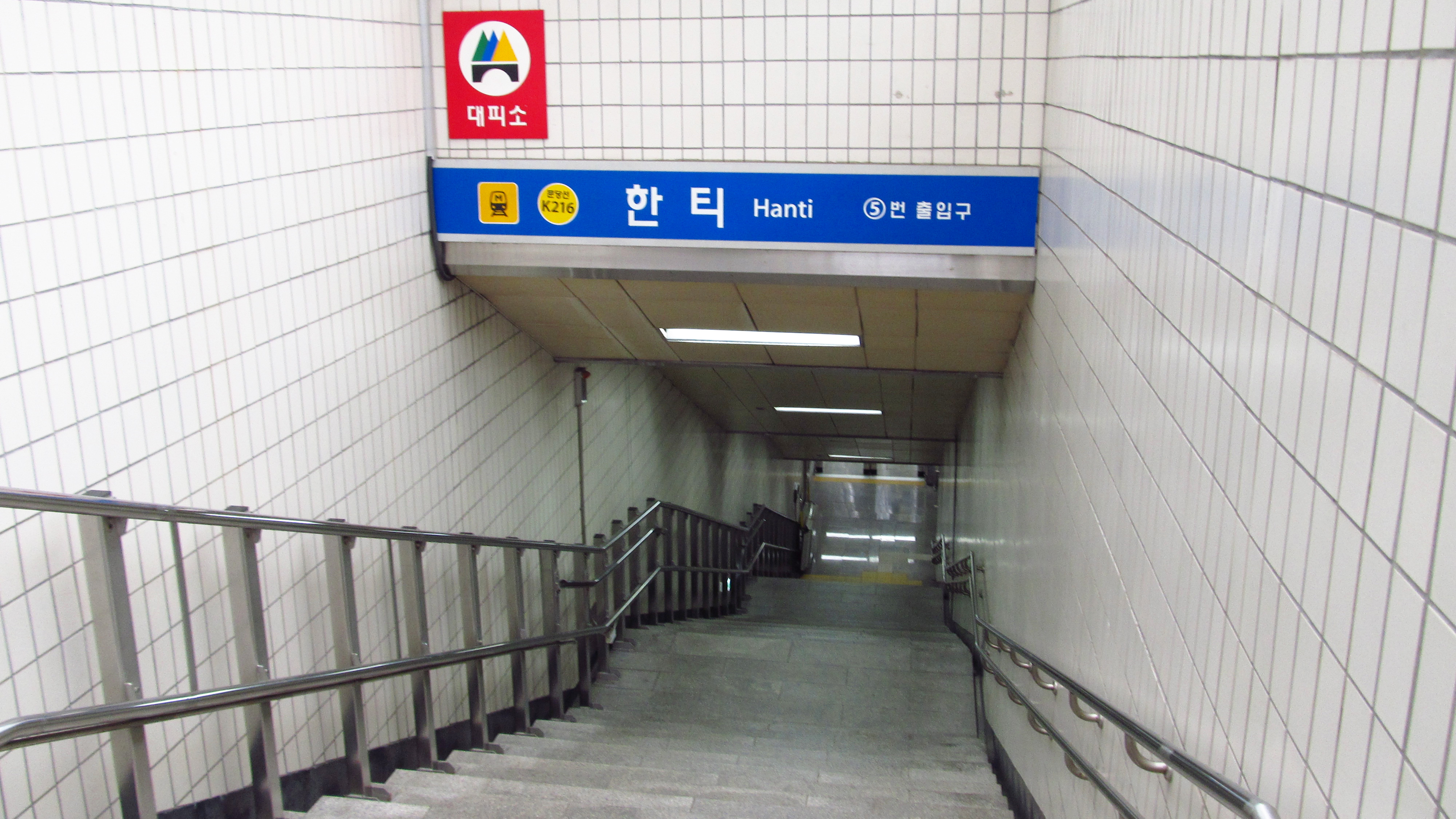
5號出口

## 相鄰車站
韩國鐵道公社
●首都圈電鐵水仁·盆唐線
盆唐急行、緩行
宣陵（K215）－漢堤（K216）－道谷（K217）